# Seketi (Balong Bendo)
Seketi is een bestuurslaag in het regentschap Sidoarjo van de provincie Oost-Java, Indonesië. Seketi telt 5127 inwoners (volkstelling 2010).